# Philodendron ampamii
Philodendron ampamii är en kallaväxtart som beskrevs av Thomas Bernard Croat. Philodendron ampamii ingår i släktet Philodendron och familjen kallaväxter. Inga underarter finns listade.